# XIIIe congrès du Parti communiste français
Le XIIIe congrès du PCF s'est tenu à Ivry-sur-Seine du 3 au 8 juin 1954.

## Résolutions
Le  XIIIe congrès du PCF est marqué par un rapport et un discours de l'écrivain et poète Louis Aragon, qui entre au comité central comme titulaire, repris par une plaquette diffusée dans tout le parti titrée avec la même expression que le discours L'art de parti en France, saluée par le secrétaire général Maurice Thorez, de retour d'URSS.

## Membres de la direction

### Bureau politique
- Titulaires : Maurice Thorez, Jacques Duclos, Marcel Cachin, François Billoux, Étienne Fajon, Raymond Guyot, Léon Mauvais, Waldeck Rochet, Laurent Casanova, Jeannette Vermeersch
- Suppléants : Léon Feix, Georges Frischmann, Marcel Servin

### Secrétariat
- Maurice Thorez (secrétaire général), Jacques Duclos, François Billoux, Étienne Fajon, Marcel Servin